# Groupe d'armées Ligurie
Le groupe d'armées Ligurie (appelé aussi Heeresgruppen Ligurien ou bien encore le LXXXXVIIe Armeekorps est une armée formée par la République sociale italienne (sous le nom de Esercito Nazionale Repubblicano ou ENR). L'Esercito Nazionale Repubblicano était l'armée national de la République sociale italienne du dictateur italien Benito Mussolini. La formation de cette armée a commencé en 1943 et elle fut dissoute en 1945. Le groupe d'armées Ligurie comprenait plusieurs unités allemandes et italiennes, et ses unités étaient parfois transférées à des formations allemandes.

## Formation
Le 16 octobre 1943, le protocole de Rastenburg, signé entre le Reich et la régime fasciste restauré, autorise la levée de quatre divisions italiennes, soit un effectif total de 52 000 hommes :
1. la 1re Division d'infanterie "Italia" (en)
2. la 2e Division d'infanterie "Littorio" (en)
3. la 3e Division de marine "San Marco" (en)
4. la 4e Division de montagne "Monte Rosa"

## Service
En juillet 1944, la première de ces divisions est entraîné et est envoyé sur le front. Comme les unités plus petites comme les Brigades Noires de la République sociale italienne et de la Xe Flottiglia MAS, les divisions nouvellement formées de la République sociale italienne ont participé généralement à des opérations dirigées contre les partisans. Bien qu'il y ait des exceptions, ces divisions ont participé de manière limitée l'action en première ligne.
Quand les autres divisions eurent terminé leur formation, elles ont été combinées avec des unités allemandes et formèrent le groupe d'armées Ligurie, confié à Alfredo Guzzoni.

## Ordre de bataille

### 15 août 1944
- LXXVe Corps d'armée
  - la 90e Panzergrenadier Division
  - le 38e régiment "Sicherungs"
  - le 3e régiment "Brandenburg"
- Corps d'armée "Abteilung Lieb"
  - le bataillon Mittenwald
  - le 4e bataillon "Jäger-Hochgebirgs"
  - la 34e division d'infanterie
- la 3e Division de marine "San Marco" (en)